# The Sands Family
The Sands Family ist eine nordirische Folkband, die um 1967 gegründet wurde. Die Bandmitglieder sind Geschwister - Sie spielen traditionelle irische Folkmusik und eigene Lieder, oft mit politischem Inhalt.

## Geschichte
Die insgesamt sieben Geschwister wuchsen in Ryan nahe Mayobridge auf, das in der Nähe der Stadt Newry im County Down liegt. Ihre Eltern, Mick und Bridie Sands, waren ihrerseits in Musikerfamilien großgeworden und inspirierten ihre Kinder. Mary (* 1942) und Hugh Sands, die beiden ältesten Geschwister, waren ebenfalls der Musik verbunden. Mary heiratete jedoch 1966, während Hugh, der die erste Gitarre in die Familie gebracht hatte, im selben Jahr nach Kanada auswanderte. Ungefähr seit dieser Zeit bildeten Tom (Tommy), Ben (Benny), Colum, Eugene (Dino) und Anne als jüngstes Geschwisterkind (* 1955) die Sands Family.
Um 1970 gewann die Band einen Wettbewerb für Folkbands in Dublin. Im Frühjahr 1971 wurde die Band nach New York eingeladen, um dort drei Wochen lang aufzutreten. Neben weiteren Tourneen nach Nordamerika spielte die Band vor allem in Europa, insbesondere in beiden Teilen Deutschlands. In der DDR hatten sie 1974 mit All the Little Children einen Hit. 1973 und 1980 nahmen sie am Festival des politischen Liedes in Ost-Berlin teil. In der Bundesrepublik Deutschland wurden einige ihrer Alben bei pläne veröffentlicht, in der DDR erschien 1981 beim Plattenlabel Amiga eine LP der Band.
Die Sands Family spielt eigene Kompositionen, aber auch traditionelle irische Lieder. Darunter sind zahlreiche politische Lieder.
Die Besetzung wechselte mehrfach. Stammmitglieder sind Tom (auch Tommy), Ben (Benny) und Colum Sands. Anne Sands hieß nach ihrer Heirat Anne Keane und gehörte der Band zeitweise nicht an. Eugene Sands starb im November 1975 bei einem Autounfall in der Bundesrepublik Deutschland. Auf dem 1988 erschienenen Album At Home sind die beiden Eltern und alle sieben Geschwister mit älteren Aufnahmen vertreten.
Einige Mitglieder treten häufig solo auf. So nahm Tommy Sands mehrere eigene Alben auf, die teilweise ebenfalls in beiden deutschen Staaten erschienen. Auch Colum Sands veröffentlichte zahlreiche Alben und gründete 1981 das Plattenlabel Spring. 1992 erhielten sie das Ravensburger Kupferle.

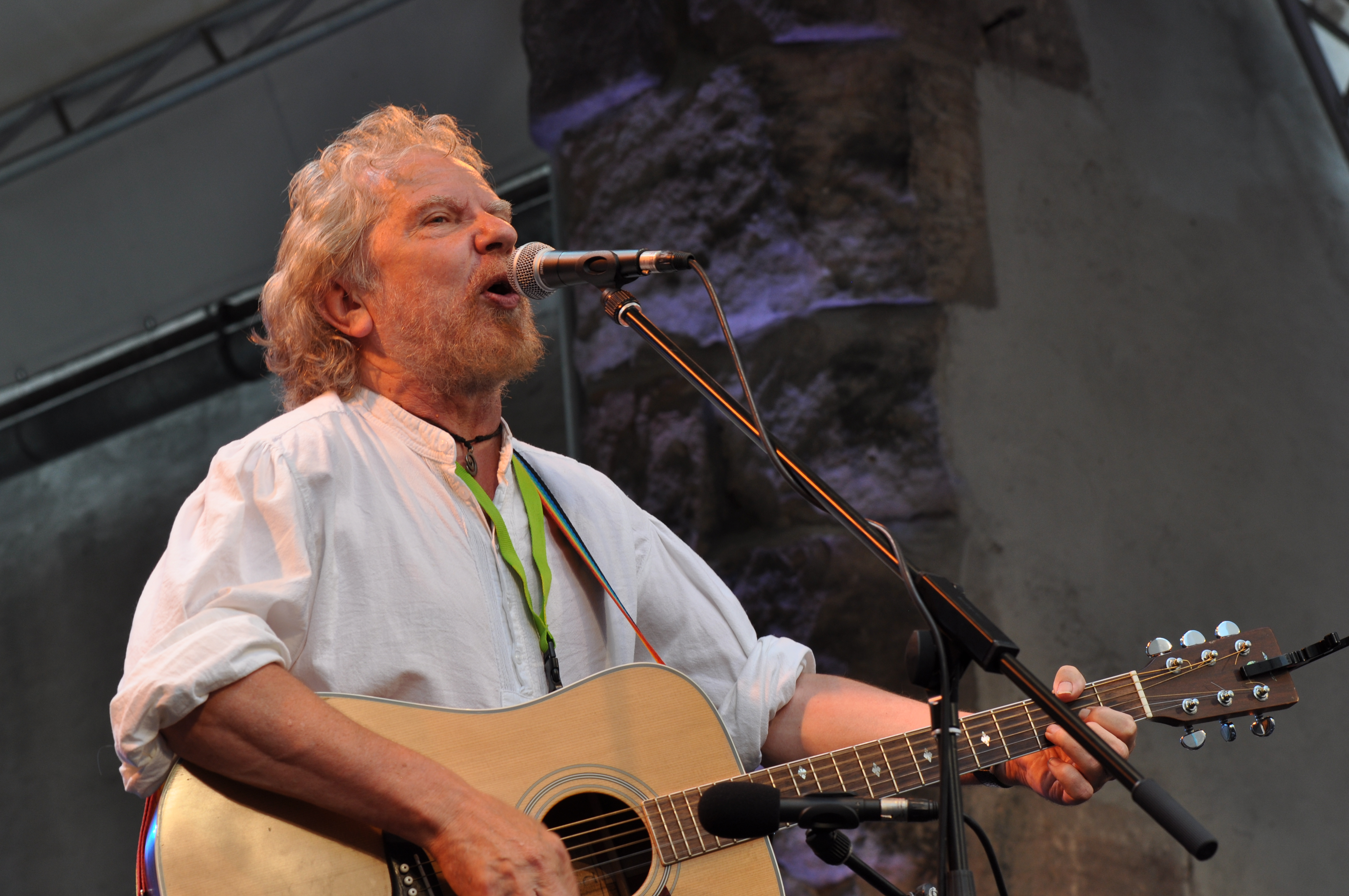
Tommy Sands
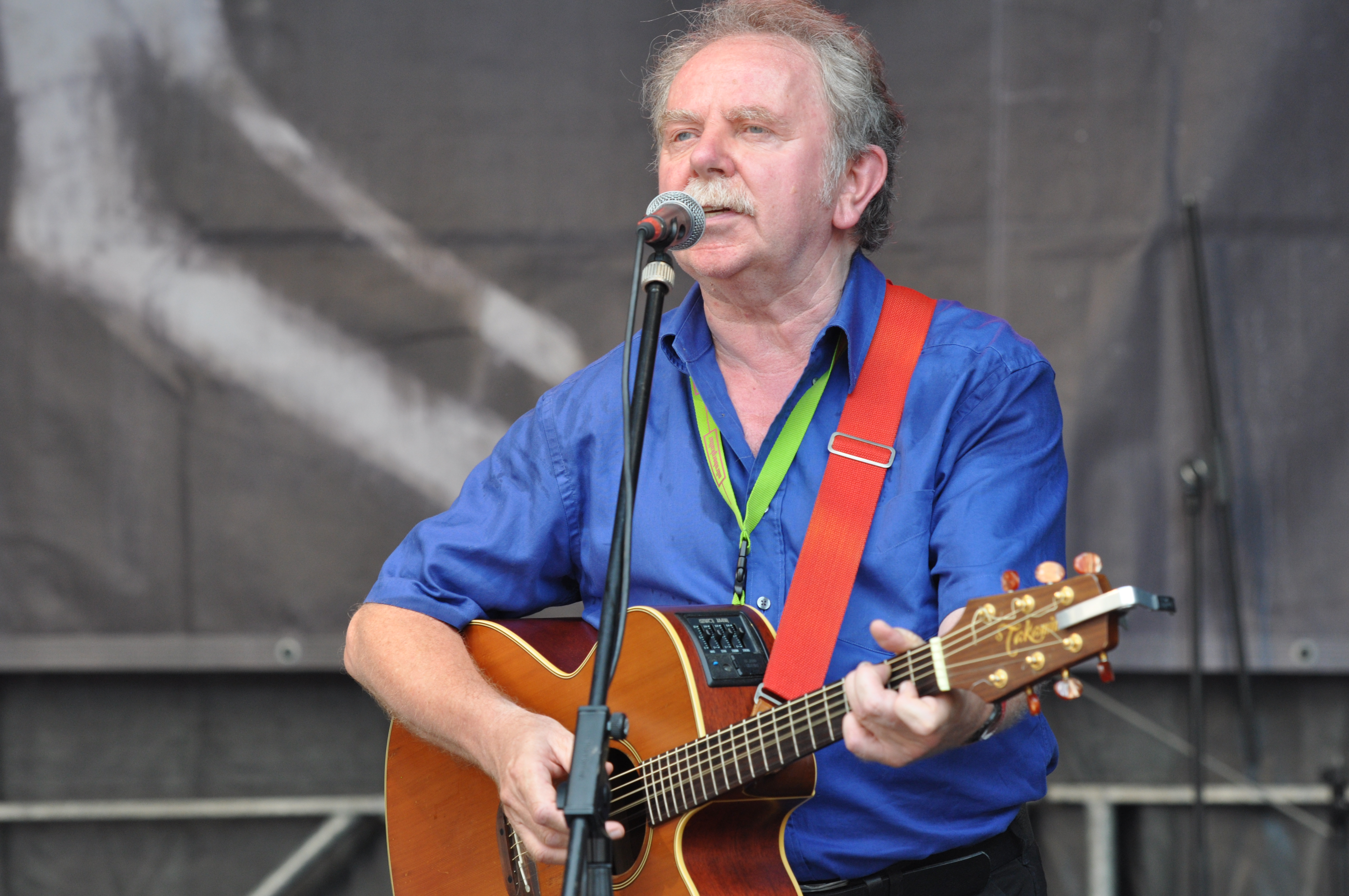
Benny Sands
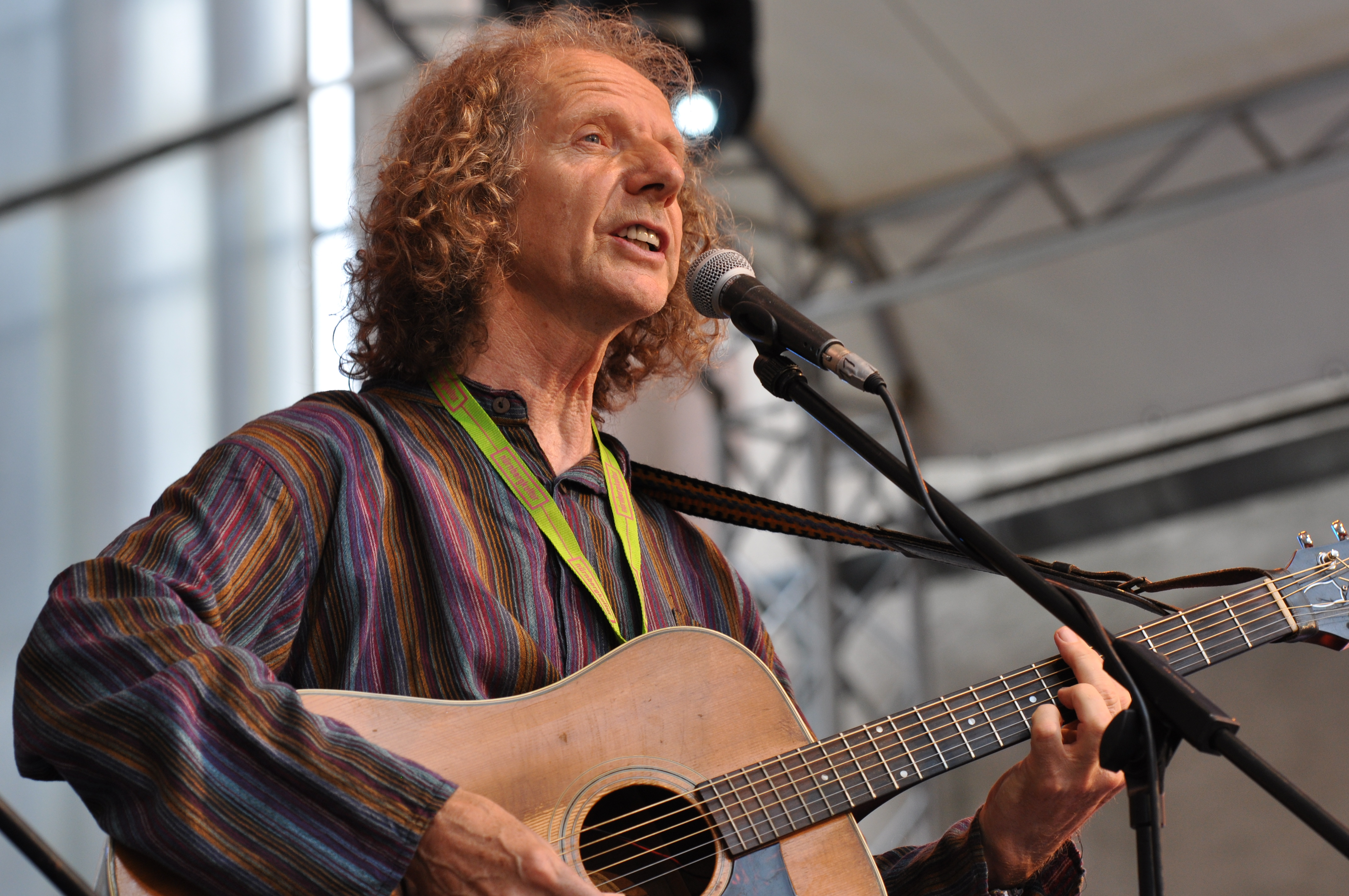
Colum Sands
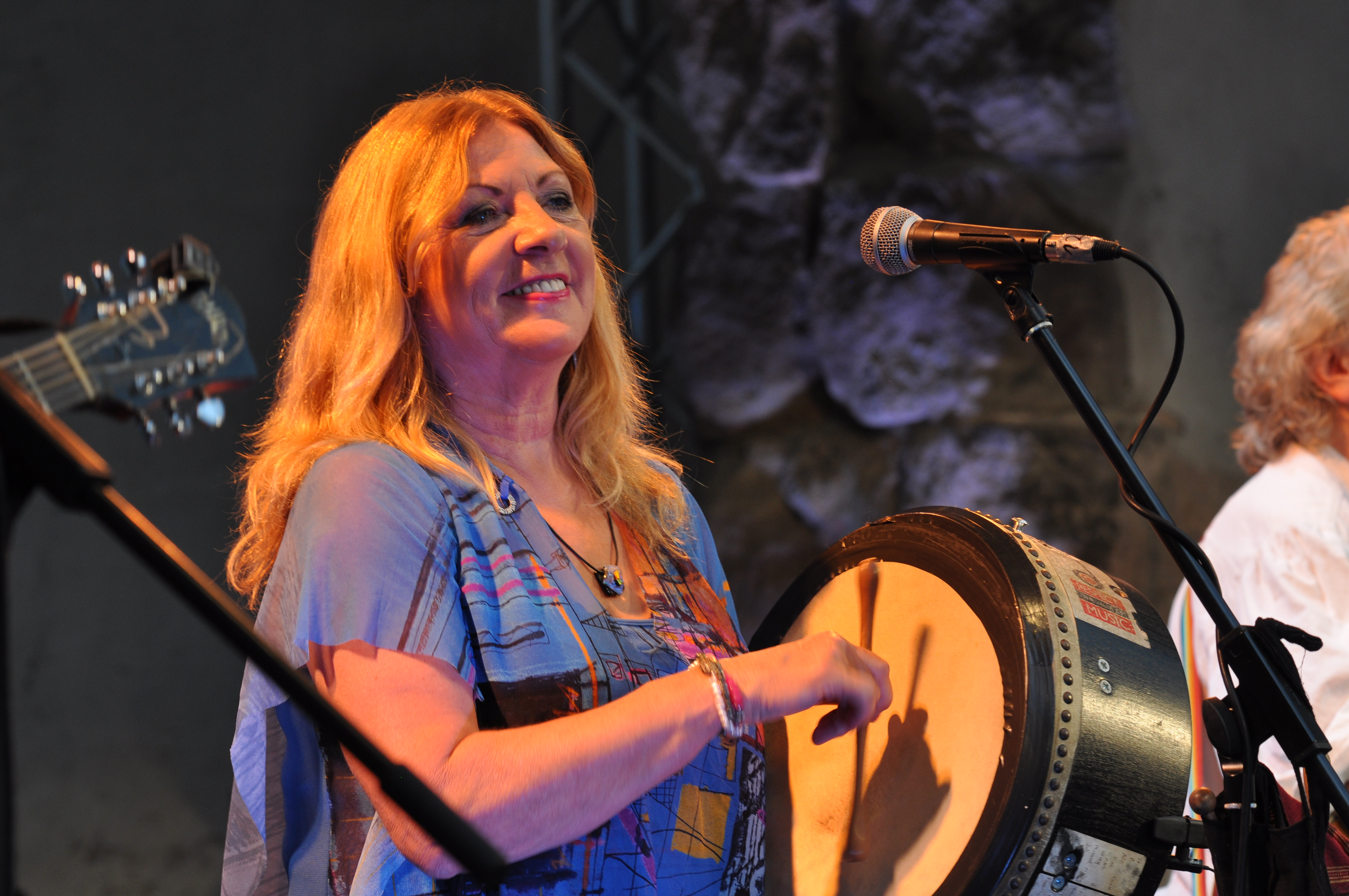
Anne Keane

## Diskografie

### Alben
- 1968: Folk From the Mournes (Outlet, 1972 mit neuem Cover wiederveröffentlicht)
- 1974: The First Day & The Second Day (Autogram)
- 1974: The Winds Are Singing Freedom (pläne)
- 1975: You’ll Be Well Looked After (Metronome/EMI)
- 1975: As I Roved Out (Arfolk)
- 1975: Live Folk D’Irlande Du Nord (Arfolk)
- 1976: After the Morning (EMI)
- 1976: Live (pläne)
- 1977: The Third Day (Autogram)
- 1979: Real Irish Folk (Emerald)
- 1980: High Hills and Valleys (pläne)
- 1981: The Sands Family (Amiga)
- 1982: Tell Me What You See (pläne)
- 1986: Now and Then (Spring)
- 1988: At Home (Autogram)
- 1998: Collection (Spring)
- 2001: Hope Is in the Morning (Spring)
- 2008: Keep On Singing (Spring)

### Singles (Auswahl)
- 1973: The Winds Are Singing Freedom (nur A-Seite, Eterna)

### Kompilationen (Auswahl)
- 1974: The Winds are Singing Freedom auf Rote Lieder – 4. Festival des Politischen Liedes (Eterna)